# Sběř
Sběř è un comune della Repubblica Ceca facente parte del distretto di Jičín, nella regione di Hradec Králové.
Il comune ha altre due frazioni: Hrobičany e Velešice.